# Jeff Whitefoot
Jeff Whitefoot (Cheadle, 1933. december 31. – 2024. július 2.) korosztályos válogatott angol labdarúgó, fedezet.

## Pályafutása

### Klubcsapatban
1950 és 1957 között a Manchester United, 1957–58-ban a Grimsby Town, 1958 és 1967 között a Nottingham Forest labdarúgója volt. A Uniteddel az 1955–56-os idényben angol bajnok, a Foresttel 1959-ben kupagyőztes lett.

### A válogatottban
1954-ben egy alkalommal szerepelt az angol U23-as válogatottban.

## Sikerei, díjai
Manchester United
- Angol bajnokság (First Division)
  - bajnok: 1955–56

 Nottingham Forest
- Angol kupa (FA Cup)
  - győztes: 1959